# Phthiracarus banksi
Phthiracarus banksi är en kvalsterart som beskrevs av Wojciech Niedbała 1987. Phthiracarus banksi ingår i släktet Phthiracarus och familjen Phthiracaridae. Inga underarter finns listade i Catalogue of Life.